# Rebecca (film 1979)
Rebecca è un film tv del 1979, diretto dal regista Simon Langton.

## Trama
A Montecarlo, una giovane e timida dama di compagnia inglese, dissuade dal suicidio il ricco Max de Winter, da poco vedovo. 

I due cominciano a vedersi e, poco dopo, Max le chiede di sposarlo. 

Ma quando i due si stabiliscono nella loro magione di Manderley il ricordo ossessionante della prima moglie Rebecca, alimentato da una governante pazza, porta la ragazza sull'orlo della follia. 

Finché una sera il mare restituisce il panfilo con cui Rebecca era scomparsa in mare e Max è accusato del suo omicidio. 

Solamente dopo una serie di indagini la verità verrà alla luce e Max sarà scagionato, ma la signora Danvers, ormai completamente impazzita, darà fuoco a Manderley.